# James Bridges
James Bridges (* 3. Februar 1936 in Paris, Arkansas; † 6. Juni 1993 in Los Angeles) war ein US-amerikanischer Regisseur, Drehbuchautor und Filmproduzent.

## Leben
Er begann seine Karriere als Schauspieler in den 1950er Jahren. Anfang der 1960er Jahre wurde er Drehbuchautor diverser Fernsehserien, unter anderem für Alfred Hitchcock präsentiert. 1966 gewann er für die Episode An Unlocked Window einen Edgar Allan Poe Award. 1970 drehte er mit 100 Dollar mehr, wenn’s ein Junge wird (The Baby Maker) seinen ersten Kinofilm, sein größter Erfolg war 1979 Das China-Syndrom mit Jane Fonda, Jack Lemmon und Michael Douglas. Für die Mitarbeit am Drehbuch erhielt er 1980 seine zweite Oscarnominierung. Eine enge Freundschaft verband ihn mit Debra Winger, mit der er in den 1980er Jahren zwei Filme drehte, Urban Cowboy und Mike’s Murder.
Privat war er mit dem Schauspieler Jack Larson liiert, den er 1957 bei den Dreharbeiten zu Johnny Trouble kennengelernt hatte. James Bridges starb am 6. Juni 1993 an Krebs.

## Filmografie

### Als Drehbuchautor
- 1966: Südwest nach Sonora (The Appaloosa) – Regie: Sidney J. Furie
- 1967: Der tolle Mr. Flim Flam (The Flim-Flam Man) – Regie: Irvin Kershner
- 1969: Colossus (Colossus: The Forbin Project) – Regie: Joseph Sargent
- 1990: Weißer Jäger, schwarzes Herz (White Hunter Black Heart) – Regie: Clint Eastwood

### Als Regisseur
- 1970: 100 Dollar mehr, wenn’s ein Junge wird (auch Drehbuch)
- 1973: Zeit der Prüfungen (The Paper Chase) (auch Drehbuch)
- 1977: September 30, 1955 (auch Drehbuch)
- 1979: Das China-Syndrom (The China Syndrome) (auch Drehbuch)
- 1980: Urban Cowboy (auch Drehbuch)
- 1984: Mike’s Murder (auch Drehbuch)
- 1985: Perfect (auch Drehbuch)
- 1988: Die grellen Lichter der Großstadt (Bright Lights, Big City)